# Dokozatetraenoinska kiselina
Dokozatetraenoinska kiselina označava svaku nerazgranatu 22:4 masnu kiselinu.
Jedan izomer o posebnog interesa je: sve-cis-7,10,13,16-dokozatetraenoinska kiselina. Ona je ω-6 masna kiselina sa trivijalnim imenom adrenska kiselina. Ova polinezasićena masna kiselina se javlja u prirodi. Ona se formira putem elongacije arahidonske kiseline dvougljeničnim segmentima. Ona je jedna od najobilnije zastupljenih masnih kiselina u ljudskom mozgu.

## Literatura
- Ferretti, A., Flanagan, V.P. Mass spectrometric evidence for the conversion of exogenous adrenate to dihomo-prostaglandins by seminal vesicle cyclo-oxygenase. A comparative study of two animal species. J Chromatogr 383 241-250 (1986).
- Sprecher, H., VanRollins, M., Sun, F., et al. Dihomo-prostaglandins and -thromboxane. A prostaglandin family from adrenic acid that may be preferentially synthesized in the kidney. J Biol Chem 257 3912-3918 (1982).